# São Tomé és Príncipe a 2008. évi nyári olimpiai játékokon
São Tomé és Príncipe a kínai Pekingben megrendezett 2008. évi nyári olimpiai játékok egyik részt vevő nemzete volt. Az országot az olimpián 2 sportágban 3 sportoló képviselte, akik érmet nem szereztek.

## Atlétika
Férfi
| Versenyző       | Versenyszám | Előfutam | Előfutam | Előfutam | Elődöntő | Elődöntő | Elődöntő | Döntő   | Döntő    |
| Versenyző       | Versenyszám | Idő      | Hely.    | Össz.    | Idő      | Hely.    | Össz.    | Idő     | Helyezés |
| --------------- | ----------- | -------- | -------- | -------- | -------- | -------- | -------- | ------- | -------- |
| Naiel D'Almeida | 400 m       | 49,08    | 8.       | 54.      | kiesett  | kiesett  | kiesett  | kiesett | kiesett  |

Női
| Versenyző    | Versenyszám | Előfutam | Előfutam | Előfutam | Döntő   | Döntő    |
| Versenyző    | Versenyszám | Idő      | Hely.    | Össz.    | Idő     | Helyezés |
| ------------ | ----------- | -------- | -------- | -------- | ------- | -------- |
| Celma Bonfim | 5000 m      | 17:25,99 | 16.      | 30.      | kiesett | kiesett  |

## Kajak-kenu
Férfi
| Versenyző    | Versenyszám        | Előfutam | Előfutam | Előfutam | Elődöntő | Elődöntő | Elődöntő | Döntő   | Döntő    |
| Versenyző    | Versenyszám        | Idő      | Hely.    | Össz.    | Idő      | Hely.    | Össz.    | Idő     | Helyezés |
| ------------ | ------------------ | -------- | -------- | -------- | -------- | -------- | -------- | ------- | -------- |
| Alcino Silva | Kajak egyes 500 m  | 1:58,178 | 6.       | 28.      | 2:06,288 | 9.       | 26.      | kiesett | kiesett  |
| Alcino Silva | Kajak egyes 1000 m | 4:28,057 | 9.       | 26.      | kiesett  | kiesett  | kiesett  | kiesett | kiesett  |